# Aliabad-e Salar
Aliabad-e Salar (perski: ‏علی‌آباد سالار‎) – wieś w południowym Iranie, w ostanie Fars. W 2006 roku miejscowość liczyła 527 mieszkańców w 120 rodzinach.